# Lucky Johnny
Lucky Johnny (Originaltitel: Arde baby, arde) ist ein mexikanischer Western, den José Bolaños 1971 inszenierte, der aber erst vier Jahre später in die Kinos kam. Im deutschen Sprachraum wurde er als Italowestern vermarktet und auf Video unter dem Titel Lucky Johnny – Der Fluch der Klapperschlange erstaufgeführt.

## Handlung
Der Totengräber Applebee findet in der Wüste ein Baby, das er vor dem Biss einer Klapperschlange rettet, mit sich nimmt, Johnny nennt, und wie seinen eigenen Sohn aufzieht. Als er heranwächst, entwickelt sich Johnny zu einem gewaltbereiten jungen Mann, der oftmals Streit beginnt, um dann den Gegner niederschießen zu können; so will er aber seinen Vater in seinem Metier unterstützen. Als beide eines Tages auf die Überreste eines Massakers stoßen, kommt ihnen die Idee eines opulenten Begräbnisparks, die sie erfolgreich umsetzen. Als sich Johnny jedoch in Kelly verliebt, muss er sich zwischen seinem Adoptivvater und seiner Liebe entscheiden, als sie, eine Prostituierte, von ihrem Partner, mit dem sie einen Postkutschenüberfall begangen hat, betrogen und verhaftet wird. Zusammen mit einem schwarzen Deserteur macht sich Johnny auf die Suche.

## Kritik
Das Lexikon des internationalen Films sah eine „(u)nausgegorene Mischung zwischen melancholischem Spätwestern und blutigem Nachzügler der Italowestern-Welle; die Antikriegsfilm-Attitüden der in Mexiko gedrehten Produktion wirken aufgesetzt.“ Hal Erickson zieht das Fazit: „Was als Erziehungsdrama beginnt, ist am Ende fast ein Splatter-Film“.

## Bemerkungen
Der internationale Titel der bereits 1971 gedrehten, aber erst vier Jahre später aufgeführten rein mexikanischen Produktion ist Dead Aim. Es war der letzte Film des US-Schauspielers James Westerfield, der bei Premiere des Films bereits über drei Jahre tot war. Das Lied Where's Love singt Mel Carter.